# Azazia
Anticarsia là một chi bướm đêm thuộc họ Noctuidae.